# Nœud de gueule de raie
Le nœud de gueule de raie est un nœud d'amarrage. Il permet de fixer une corde (une ganse) à un crochet ou à un anneau. 

Ce nœud est semblable au nœud en tête d'alouette. Pour le réaliser, on peut partir d'un nœud de tête d'alouette puis faire passer plusieurs fois de suite les deux brins dans la boucle. Une autre méthode consiste à faire deux boucles et de les tourner plusieurs fois pour obtenir les torsades que l'on veut enfiler sur un crochet.
Il présente deux avantages :
- rapide à réaliser : pour les opérations de manutention ;
- bonne sécurité, si un des brin casse, la deuxième moitié du noeud assure le maintien[1].

## Étapes de construction